# Meeräschen
Die Fisch-Familie der Meeräschen (Mugilidae) lebt mit fast 80 Arten in 27 Gattungen weltweit in tropischen und subtropischen Regionen an Meeresküsten und im Brackwasser. Einige Arten wandern auch in Flüsse. So lebt beispielsweise Liza abu ausschließlich im Süßwasser, im Indus, in den Flüssen des Iran, im Euphrat und im Tigris. Einige Arten haben als Speisefische wirtschaftliche Bedeutung.
Der Rogen der Meeräschen gilt, getrocknet und gesalzen, in Japan (Karasumi), Italien (Bottarga) und Südfrankreich (Poutargue) als Spezialität.

## Merkmale
Meeräschen haben einen langgestreckten, kräftigen Körperbau. Die Seite des Fisches ist von großen, silbrig glänzenden Ctenoidschuppen bedeckt. Lediglich die Gattung Myxus hat Cycloidschuppen. Die kurze erste Rückenflosse hat vier Stachelstrahlen. Die durch einen großen Zwischenraum getrennte zweite Rückenflosse ist ebenfalls kurz und wird von acht bis zehn Weichstrahlen gestützt. Die Afterflosse hat zwei bis drei Stachel- und sieben bis elf Weichstrahlen. Die Brustflossen stehen weit oben am Körper, die von einem Hart- und fünf verzweigten Weichstrahlen gestützten Bauchflossen an der Körperunterseite, weit vorn, aber immer deutlich hinter den Brustflossen. Das Seitenlinienorgan ist rückgebildet oder fehlt ganz. Der Kopf der Meeräschen ist oben flach, das Maul endständig und klein, Zähne sind ebenfalls klein oder fehlen. Ihr Darm ist sehr lang und reicht bis zur achtfachen Körperlänge. Diese Länge ist zur Verarbeitung der vorwiegend pflanzlichen Nahrung notwendig. Meeräschen erreichen Längen von zehn Zentimetern bis einen Meter.

## Äußere Systematik
Die systematische Stellung der Meeräschen blieb lange Zeit rätselhaft. Sie wurden deshalb innerhalb der Stachelflosser in eine eigene Ordnung, die Mugiliformes, eingeordnet; andere Wissenschaftler zählen die Meeräschen zu den Barschartigen (Perciformes).
In verschiedenen jüngeren phylogenetischen Studien wurden überraschenderweise Familien aus der Ordnung der Barschartigen als Schwestergruppe der Meeräschen ermittelt, zuerst die Zwergbarsche (Pseudochromidae) später die Mirakelbarsche (Plesiopidae). Beide Familien sind wahrscheinlich nah miteinander verwandt und bilden mit anderen, in tropischen Korallenriffen lebenden Fischfamilien einen Kreis verwandter Familien, der durch die Unterwasserfotografen Rudie H. Kuiter und Helmut Debelius den provisorischen deutschen Namen „Zwergbarschartige“ erhielt. Die Meeräschen, die Ährenfischverwandten, die „Zwergbarschartigen“ und einige andere mit ihnen verwandten Taxa werden in einer aktuellen Revision der Knochenfischsystematik zum Taxon Ovalentaria zusammengefasst. Die Schwesterfamilie und damit die nächsten Verwandten der Meeräschen sind die Glasbarsche (Ambassidae). Diese werden seit Mai 2024 in der systematischen Onlinedatenbank „Eschmeyer's Catalog of Fishes“ ebenfalls der Ordnung Mugiliformes zugeordnet.

## Systematik

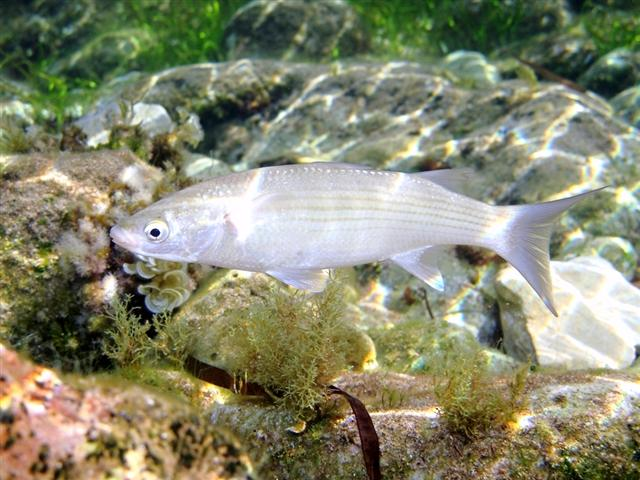
Dicklippige Meeräsche (Chelon labrosus)

Unterfamilien und Gattungen der Meeräschen:
- Unterfamilie Myxinae
  - Myxus Günther, 1861
  - Neomyxus Steindachner, 1878
- Unterfamilie Mugilinae
  - Cestraeus Valenciennes, 1836
  - Agonostomus Bennett, 1832
  - Dajaus Valenciennes, 1836
  - Joturus Poey, 1860
  - Chaenomugil Gill, 1863
  - Mugil Linnaeus, 1758
- Unterfamilie Rhinomugilinae
  - Tribus Trachystomaini
    - Trachystoma Ogilby, 1888
    - Gracilimugil Whitley, 1941
    - Aldrichetta Whitley, 1945

  - Tribus Rhinomugilini
    - Sicamugil Fowler, 1939
    - Minimugil Senou, 1988
    - Rhinomugil Gill, 1863

  - Tribus Squalomugilini
    - Squalomugil Ogilby, 1908
    - Plicomugil Schultz, 1953
    - Ellochelon Whitley, 1930

  - Tribus Crenimugilini
    - Moolgarda Whitley, 1945
    - Osteomugil Lüther, 1982
- Unterfamilie Cheloninae
  - Neochelon Durand, Chen, Shen, Fu & Borsa, 2012
  - Pseudomyxus Durand, Chen, Shen, Fu & Borsa, 2012
  - Oedalechilus Fowler, 1903
  - Parachelon Durand, Chen, Shen, Fu & Borsa, 2012
  - Chelon Artedi, 1793 (Synonym: Liza)
  - Heteromugil Schultz, 1946
  - Strializa Smith, 1948
  - Planiliza Whitley, 1945

## Ausgewählte Arten
- Dicklippige Meeräsche (Chelon labrosus)
- Dünnlippige Meeräsche (Chelon ramada, Syn.: Liza ramada)
- Gold-Meeräsche (Liza aurata)
- Großkopfmeeräsche (Mugil cephalus)
- Springmeeräsche (Liza saliens)